# خانه اشرف الملوک نبی‌وند
خانه اشرف الملوک نبی‌وند مربوط به دوره قاجار است و در مراغه، خیابان خواجه نصیر شمالی، کوچه خان، پلاک ۷۸ واقع شده و این اثر در تاریخ ۷ مهر ۱۳۸۱ با شمارهٔ ثبت ۶۲۱۹ به‌عنوان یکی از آثار ملی ایران به ثبت رسیده است.